# Aït Oussammer
Ait Oussammar (At Usammar en kabyle) est une tribu des At Yiraten (Aït Iraten) en Kabylie, Algérie.

## Signification
At Usammar, comme l'indique le sens en kabyle, est le versant le plus exposé au soleil et la luminosité ce qui correspondrait à l'Est, mais si on tient compte de l'explication et des usages français des Alpes où ce terme est fortement utilisé, on aurait donc le NORD par opposition à l'Ubac qui signifierait Amalu. Amalu est le versant le moins exposé au soleil et à la luminosité, par conséquent, plus humide que Asammar. Dans les Alpes, Ubac signifie le Sud et en Kabylie, Amalu désigne l'Ouest.

## Localisation
At Usammar, ceux de l'Adret, ceux de l'est, est le versant est de At Yiraten qui s'étend de la RN 15 jusqu'à Asif n Taxuxt et qui fait face à Aït Douala et Aït Yenni et compte les villages de At Aɛtelli (Ait Atelli), At Fraḥ (Ait Frah) Tawrirt Meqran (Taourirt Amokrane) et Ixliǧen (Ikhelidjen).
At Usammar fait partie de la commune de Larbaâ Nath Irathen c'est pour cette raison que l'appellation de cette tribu est en voie de disparition. contrairement à At Umalu (Aït Oumalou) qui aujourd'hui constitue une commune sur le versant opposé à celui décrit plus haut.